# Třída Snøgg
Třída Snøgg byla třída raketových člunů norského královského námořnictva vyvinutá speciálně k pobřežním operacím. Postaveno bylo celkem šest jednotek této třídy. Všechny čluny byly vyřazeny roku 1995.

## Stavba
Celkem bylo postaveno šest jednotek této třídy, pojmenovaných Snøgg (P 980), Rapp (P 981), Snar (P 982), Rask (P 983), Kvikk (P 984) a Kjapp (P 985).

## Konstrukce
Hlavňovou výzbroj plavidla tvořil jeden 40mm kanón umístěný na přídi. Čluny dále nesly čtyři protilodní střely Penguin a čtyři 533mm torpédomety. Z nich byla vypouštěna kabelem naváděná těžká torpéda T-61. Během pozdější modernizace čluny dostaly protiletadlové řízené střely velmi krátkého dosahu Mistral na dvojitém vypouštěcím zařízení Simbad a bojový řídící systém SENIT 2000. Pohonný systém tvořily dva diesely MTU o výkonu 7200 hp. Nejvyšší rychlost dosahovala 32 uzlů.